# Njisane Phillip
Njisane Nicholas Phillip (nascido em 29 de maio de 1991, em San Fernando) é um ciclista trinitário-tobagense. Competiu no Jogos Olímpicos de Verão de 2012 e nos Jogos Pan-Americanos de 2015.